# Graphe icosaédrique tronqué
Le graphe icosaédrique tronqué est, en théorie des graphes, un graphe 3-régulier possédant 60 sommets et 90 arêtes. C'est le squelette de l'icosaèdre tronqué, un polyèdre comprenant 12 faces pentagonales régulières et 20 faces hexagonales régulières.

## Construction
Il existe treize graphes correspondant aux squelettes des treize solides d'Archimède. Le graphe icosaédrique tronqué est celui associé à l'icosaèdre tronqué, le solide obtenu par troncature d'un icosaèdre.
Les douze autres graphes squelettes d'Archimède sont le graphe tétraédrique tronqué, le graphe hexaédrique tronqué, le graphe octaédrique tronqué, le graphe dodécaédrique tronqué, le graphe cuboctaédrique, le graphe cuboctaédrique adouci, le graphe icosidodécaédrique, le graphe dodécaédrique adouci, le graphe rhombicuboctaédrique, le graphe cuboctaédrique tronqué, le graphe rhombicosidodécaédrique et le graphe icosidodécaédrique tronqué.

## Propriétés

### Propriétés générales
Le diamètre du graphe icosaédrique tronqué, l'excentricité maximale de ses sommets, est 9, son rayon, l'excentricité minimale de ses sommets, est 9 et sa maille, la longueur de son plus court cycle, est 5. Il s'agit d'un graphe 3-sommet-connexe et d'un graphe 3-arête-connexe, c'est-à-dire qu'il est connexe et que pour le rendre déconnecté il faut le priver au minimum de 3 sommets ou de 3 arêtes.

### Coloration
Le nombre chromatique du graphe icosaédrique tronqué est 3. C'est-à-dire qu'il est possible de le colorer avec 3 couleurs de telle façon que deux sommets reliés par une arête soient toujours de couleurs différentes mais ce nombre est minimal. Il n'existe pas de 2-coloration valide du graphe.
L'indice chromatique du graphe icosaédrique tronqué est 3. Il existe donc une 3-coloration des arêtes du graphe telle que deux arêtes incidentes à un même sommet soient toujours de couleurs différentes. Ce nombre est minimal.

### Propriétés algébriques
Le groupe d'automorphismes du graphe icosaédrique tronqué est un groupe d'ordre 120.
Le polynôme caractéristique de la matrice d'adjacence  du graphe icosaédrique tronqué est : {\displaystyle (x-3)(x-1)^{9}(x+2)^{4}(x^{2}-x-3)^{5}(x^{2}+x-4)^{4}(x^{2}+x-1)^{5}(x^{2}+3x+1)^{3}(x^{4}-3x^{3}-2x^{2}+7x+1)^{3}}.